# Semiconductor extrínsec

Estructura de bandes d'un semiconductor de tipus n. Els cercles foscos de la banda de conducció són electrons i els cercles clars de la banda de valència són forats. La imatge mostra que els electrons són els portadors de càrrega majoritaris.

Estructura de bandes d'un semiconductor de tipus p. Els cercles foscos de la banda de conducció són electrons i els cercles clars de la banda de valència són forats. La imatge mostra que els forats són el portador de càrrega majoritari

Un semiconductor extrínsec és aquell que ha estat dopat; durant la fabricació del cristall semiconductor s'ha incorporat químicament al cristall un oligoelement o producte químic anomenat agent dopant, amb la finalitat de donar-li propietats elèctriques diferents de les del cristall semiconductor pur, que s'anomena semiconductor intrínsec. En un semiconductor extrínsec, són aquests àtoms dopants estrangers de la xarxa cristal·lina els que proporcionen principalment els portadors de càrrega que transporten el corrent elèctric a través del cristall. Els agents dopants utilitzats són de dos tipus, donant lloc a dos tipus de semiconductor extrínsec. Un dopant donant d'electrons és un àtom que, quan s'incorpora al cristall, allibera un electró de conducció mòbil a la xarxa cristal·lina. Un semiconductor extrínsec que ha estat dopat amb àtoms donants d'electrons s'anomena semiconductor de tipus n, perquè la majoria dels portadors de càrrega del cristall són electrons negatius. Un dopant acceptador d'electrons és un àtom que accepta un electró de la xarxa, creant una vacant on un electró s'ha d'anomenar un forat que pot moure's a través del cristall com una partícula carregada positivament. Un semiconductor extrínsec que ha estat dopat amb àtoms acceptors d'electrons s'anomena semiconductor de tipus p, perquè la majoria dels portadors de càrrega del cristall són forats positius.

El dopatge és la clau de l'extraordinàriament àmplia gamma de comportament elèctric que poden presentar els semiconductors, i els semiconductors extrínsecs s'utilitzen per fabricar dispositius electrònics semiconductors com ara díodes, transistors, circuits integrats, làsers semiconductors, LEDs i cèl·lules fotovoltaiques. Els processos sofisticats de fabricació de semiconductors com la fotolitografia poden implantar diferents elements dopants en diferents regions de la mateixa hòstia de cristall semiconductor, creant dispositius semiconductors a la superfície de l'hòstia. Per exemple, un tipus comú de transistor, el transistor bipolar npn, consisteix en un cristall semiconductor extrínsec amb dues regions de semiconductor de tipus n, separades per una regió de semiconductor de tipus p, amb contactes metàl·lics units a cada part.
Els semiconductors i els àtoms dopants es defineixen per la columna de la taula periòdica en què cauen. La definició de la columna del semiconductor determina quants electrons de valència tenen els seus àtoms i si els àtoms dopants actuen com a donants o acceptors del semiconductor.
|                               | Semiconductor intrínsec                                                   | Àtoms donants (semiconductor de tipus n) | Àtoms receptors (semiconductor de tipus p) |
| ----------------------------- | ------------------------------------------------------------------------- | ---------------------------------------- | ------------------------------------------ |
| Grup IV de semiconductors     | Silici, germani                                                           | Fòsfor, arsènic, antimoni                | Bor, alumini, gal·li                       |
| Semiconductors del grup III-V | Fosfur d'alumini, arsenur d' alumini, arsenur de gal·li, nitrur de gal·li | Seleni, tel·luri, silici, germani        | Beril·li, zinc, cadmi, silici, germani     |